# آذری‌های گرجستان
آذری‌های گرجستان (به ترکی آذربایجانی: Gürcüstan azərbaycanlıları) (به گرجی: აზერბაიჯანელები საქართველოში) شاخه‌ای از مردم آذری ساکن قفقاز هستند که پس از فروپاشی شوروی سابق در گرجستان کنونی و عموماً در بخش‌های هم‌مرز با جمهوری آذربایجان و عمدتاً در منطقه تاریخی بورچالی سکونت دارند. بر پایه سرشماری سال ۲۰۰۲ گرجستان، تعداد آذری‌ها ۲۸۴٬۷۶۱ نفر سرشماری شده‌است. که ۶٫۵٪ از کل جمعیت این کشور را مردم ترک آذری تشکیل می‌دهد. امروزه تجمع سکونت آذری‌ها در شهرهای مختلف استان‌های کومو کارتلی، شیدا کارتلی، متسختا-متیانتی و کاختی می‌باشد. آذری‌ها دارای اقلیتی بزرگ در تفلیس پایتخت گرجستان و در سایر مناطق گرجستان نیز به صورت اقلیت‌های کوچکی زندگی می‌کنند.

## پیشینه
ریشه جمعیت آذری های گرجستان به وقایعی متعدد،پس از حمله سلجوقیان در نیمه دوم قرن یازدهم که قبایل اغوز در گرجستان جنوبی مستقر شدند، می رسد.گرجی ها برای مخالفت با سلطه امپراطوری سلجوقی با کومان ها که گروهی از ترک های قبچاق هستند، متحد شدند و به این ترتیب امکان مهاجرت های ترکی بیشتری را به منطقه فراهم کردند.در سال ۱۴۸۰ گروه هایی از آذری ها اصالتا اهل قزاق،پامباک،شوراگل و شهر های بیشتر در کرانه های رودخانه های آغستافا و دبد ساکن شدند. در آغاز قرن شانزدهم قبایل قزلباش مهاجرت به اطراف رود کورا در کارتلی پایین،دره های رود آلگتی و کتسیا و دره دابنیسی و سومخیتی را آغاز کردند.با شروع قرن هفدهم آن ها به سمت شرق در زمین های حاصلخیز گاردابانی امروزی گسترش می یابند و در غرب به شَومیانی و دره دمانیسی رسیدند. تحکیم آن ها منجر به شکل گیری جامعه آذری های گرجستان شد. منطقه پراکنش آذری های قومی به طور تاریخی بورچالی شناخته می شود که در شکل بورج اوغلو در اصل نام یک قبیله ترک بود که قرن هفدهم در آن جا ساکن شد. منطقه به نوبه خود این اسم را به خانات برچالی داد که از سال ۱۶۰۴ تا ۱۷۵۵ در آنجا با پایتختش آقجاقلعه(یک قلعه قرون وسطایی که ویرانه های آن امروزه در کوشچی در مارنئولی قرار دارد.) وجود داشت. که بعدا به یک موراوات(منطقه) تبدیل شد. علاوه بر این، در آغاز قرن هفدهم به دنبال سلسله مبارزات تنبیهی که شاه عباس علیه تموراز اول به راه انداخته بود،تا ۱۵۰۰۰ خانواده ترک زبان توسط او مجددا در کاختی اسکان داده شده بودند. با این حال این شهرک نشینان در جریان یک شورش خود، توسط حکومت صفویه تقریبا به طور کامل نابود شدند. منطقه سکونت آذری ها در طی قرن هجدهم به سمت شمال در فلات تسالکا گسترش یافت. و در اوایل قرن نوزدهم به سمت غرب در دمانیسی امروزی گسترش یافت.

## فرهنگ و زبان

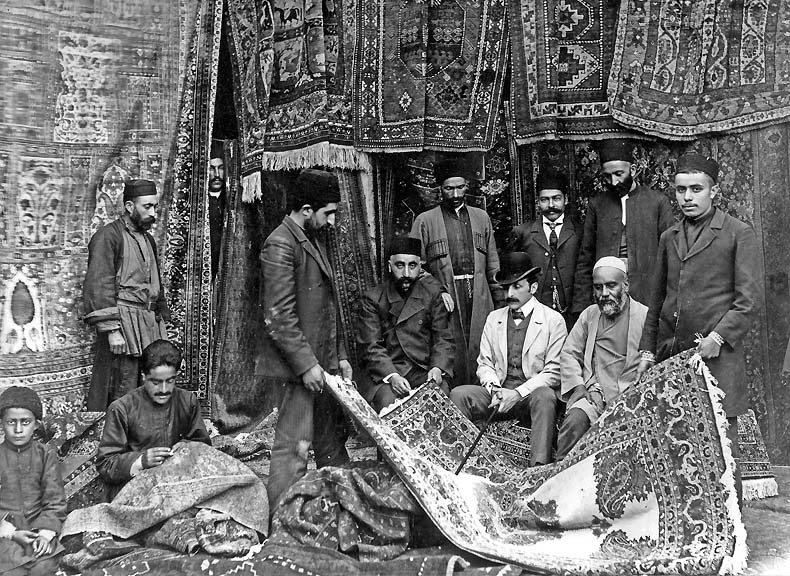
مغازه قالی‌فروشان آذری گرجستان در سال ۱۹۰۰

آذری‌ها گرچه در حفظ هویت زبانی و فرهنگی خاص خود کوشا بوده‌اند ولی به دلیل همزیستی با مردم گرجی تأثیراتی از آنان نیز گرفته‌اند. آذری‌های گرجستان به زبان ترکی آذری به عنوان زبان نخست می‌نگرند و غالب آذری‌های روستاهای استان کاختی و کومو کارتلی توانایی صحبت کردن به زبان گرجی را ندارند. با توجه به سرشماری سال ۲۰۰۲، تنها ۴۳۰۲۴ از ۲۸۴۷۶۱ آذری گرجستان قادر به تکلم به زبان گرجی هستند. در بین عموم مردم زبان روسی عنوان محبوب‌ترین زبان دوم را با ۷۵٬۲۰۷ گویشور در بین آذریهای گرجستان دارا می‌باشد.
آذری‌های گرجستان بر اساس قوانین مصوب شوروی که هم‌اکنون نیز به اجرا گذاشته می‌شود در آموزش متوسطه به زبان ترکی آذری به تحصیل می‌پردازند. در سال ۲۰۱۰، ترکی آذری به عنوان زبان آموزش در ۱۲۴ مدرسه در سراسر کشور تدریس می‌شد. اغلب جوانان نیز تحصیلات عالیه را در دانشگاه‌های جمهوری آذربایجان سپری می‌کنند.
از سال ۱۹۲۲ میلادی نمایش‌نامه‌هایی به ترکی آذری توسط هنرمندان اذربایجانی به اجرا درمی‌آید و از مراکز فرهنگی آذری نیز علاوه بر تفلیس در مارنئولی فعال است. اهالی گرجستانی آذری‌تبار از طرف بنیاد حیدر علی‌اف و کمیته رسیدگی به امور آذری‌های خارج از وطن نیز مورد حمایت قرار می‌گیرند. و ۱۵ کتابخانهٔ عمومی دارای کتب به زبان ترکی آذری در سطح کشور گرجستان فعال می‌باشد. و سه روزنامهٔ دولتی در گرجستان که یکی از آن‌ها در تفلیس و دو روزنامه در مارنئولی منتشر می‌گردد. و پنج دقیقه اخبار مرتبط با آذری‌های گرجستان به زبان ترکی آذری هر هفته پخش می‌شود.
دین اکثریت آذری‌های گرجستان اسلام است، ۸۰٪ آنان را شیعیان و ۲۰٪ را اهل تسنن تشکیل می‌دهد. قانون اساسی گرجستان آزادی دینی اقوام مسلمان آذری را تصویب کرده‌است و بزرگترین مسجد شیعیان گرجستان توسط شاه اسماعیل به سال ۱۵۲۴ میلادی بنا شده‌است. دوران حکومت‌های کمونیستی مصادف با تخریب اماکن مقدس مسلمانان آذربی بود. پس از اتمام تخریب مساجد شیعیان در سال ۱۹۵۱ آذری‌های شیعه در مسجد اهل تسنن که تنها مسجد باقی‌مانده در تفلیس بود برای عبادت مورد استفاده قرار می‌گرفت که قسمت شیعه و سنی مسجد توسط یک پرده از وسط جدا شده‌بود. از سال ۱۹۹۶ با برداشتن پرده هر دو مذهب در کنار همدیگر از این مسجد استفاده می‌کنند. نماز جمعه نیز به صورت شیفتی در دو نوبت قبل از ظهر و بعد از ظهر، توسط آذری‌های شیعه و مسلمانان سنی در تفلیس انجام می‌گیرد.
امروزه مسلمانان گرجستان حدود ۳۰۰ مسجد را اداره می‌کنند که بیشتر آنان در اختیار مسلمانان سنی‌مذهب است، مسجدهای مهم شیعیان اکثریت آذری گرجستان عبارتند از:
۱. مساجد جامع تفلیس
۲. مسجد امام علی مارنئولی
۳. مسجد مراغه گاردابانی (که قبل از انقلاب ایران به وسیله ایرانیان اهل مراغه تأسیس شده‌است).
۴. مسجد خوئی (که قبلاً فعالیت‌های اجتماعی داشته‌اند ولی اکنون متروکه است!)
۵. مسجد اهل بیت در منطقه «سوغانلو» از توابع شهر تفلیس
۶. مسجد حضرت رسول در ده کیلومتری شهر مارنئولی
مؤسسات فعال شیعیان
۱. مؤسسه حکمت اهل بیت؛ در شهر گاردابانی؛ به سرپرستی «نامیک حسین‌اف».
۲. جمعیت الزهراء؛ در شهر گاردابانی؛ به سرپرستی «خانم گل شه» که مؤسسه‌ای محلی برای فعالیت‌های زنان مسلمان است.
۳. مؤسسه آل البیت؛ در شهر تفلیس؛ به سرپرستی «حجت‌الاسلام دهسرخی» که وابسته به مؤسسه آل البیت قم است.
۴. مؤسسه ایمان؛ در شهر تفلیس؛ به سرپرستی «نامیک حسین» که مؤسسه‌ای خیریه و فعال در آموزش‌های غیرحضوری اسلامی است.
۵. مؤسسه اهل بیت؛ در شهر مارنئولی؛ به سرپرستی «راسم محمد اف».
۶. انجمن جوانان مسجد امام علی؛ در شهر مارنئولی؛ که گروهی فعال و شیعه هستند که به صورت خود گردان اداره می‌شوند و به فعالیت‌های اجتماعی نظیر سرپرستی ایتام و ایجاد کلاس‌های فرهنگی مشغول هستند.
۷. مؤسسه الحکمة؛ وابسته به حوزه علمیه نجف اشرف.
همچنین تعدادی مدارس حوزوی و اسلامی در کنار مساجد ایجاد شده و فعالیت می‌کنند. جامعة المصطفی العالمیة نیز به تازگی شعبه‌ای در این کشور راه اندازی کرده‌است.

## جمعیت
| منطقه جغرافیایی  | جمعیت اقوام آذری | %اقوام آذری |
| تفلیس (پایتخت)   | ۱۰٬۹۴۲           | ۱٫۰         |
| کومو کارتلی      | ۲۲۴٬۶۰۶          | ۴۵٫۱        |
| • مارنئولی       | ۹۸٬۲۴۵           | ۸۳٫۱        |
| • گاردابانی      | ۴۹٬۹۹۳           | ۴۳٫۷        |
| • بولنیسی        | ۴۹٬۲۰۶           | ۶۶٫۰        |
| • دمانیسی        | ۱۸٬۷۱۴           | ۶۶٫۸        |
| • روستاوی        | ۴٬۹۹۳            | ۴٫۳         |
| • تسالکا         | ۱٬۹۹۲            | ۹٫۵         |
| • تتری تسقارو    | ۱٬۶۴۱            | ۶٫۵         |
| کاختی            | ۴۰٬۰۳۶           | ۹٫۸         |
| • ساگارجو        | ۱۸٬۹۰۷           | ۳۱٫۹        |
| • لاگودخی        | ۱۱٬۳۹۲           | ۲۲٫۳        |
| • تلاوی          | ۸٬۳۷۸            | ۱۲٫۴        |
| • ددوپلیس تسقارو | ۱٬۰۱۹            | ۳٫۳         |
| شیدا کارتلی      | ۵٬۷۶۸            | ۱٫۸         |
| • کاسپی          | ۳٬۹۶۲            | ۷٫۶         |
| • کارلی          | ۱٬۱۸۳            | ۲٫۳         |
| متسختا-متیانتی   | ۲٬۲۴۸            | ۱٫۸         |
| • متسختا         | ۲٬۲۳۶            | ۳٫۴         |

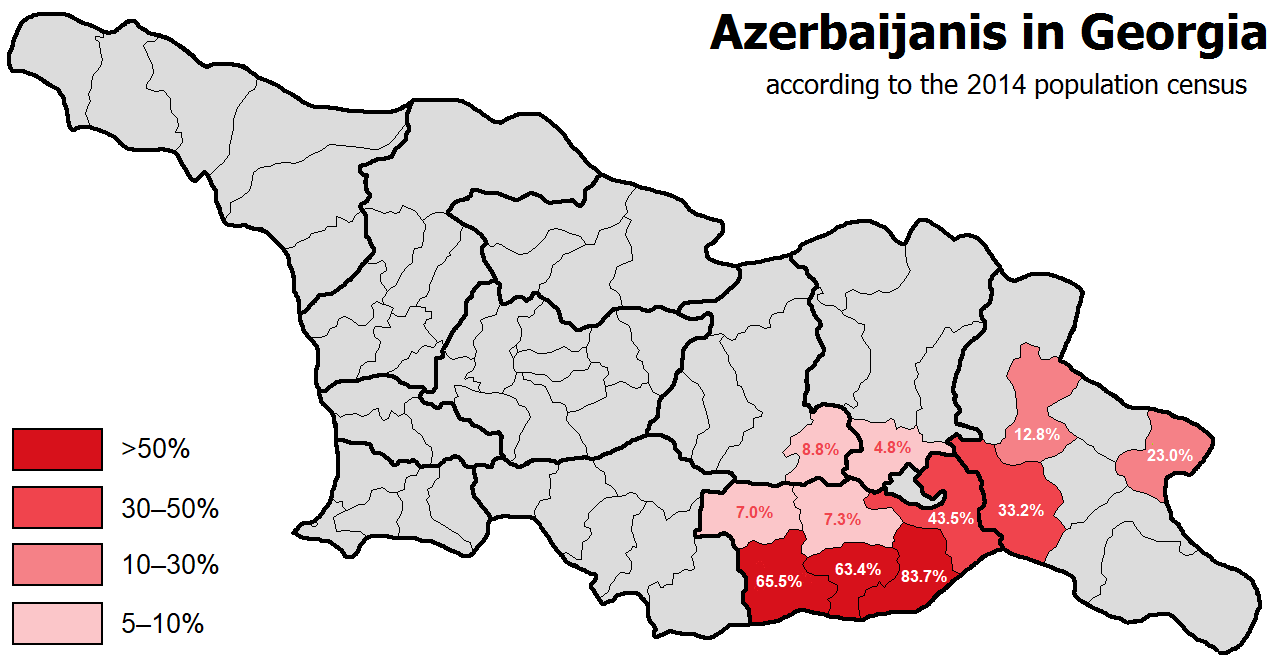
پراکنش آذری‌های گرجستان در سال ۲۰۰۲

- تغییرات جمعیتی سال‌های ۱۹۳۹، ۱۹۵۹، ۱۹۷۰، ۱۹۷۹، ۱۹۸۹[۲۷] و ۲۰۰۲ آذری‌های گرجستان[۲۸]

| سال  | جمعیت اقوام آذری | % اقوام آذری |
| ۱۹۳۹ | ۱۸۸٬۰۵۸          | ۵٫۳          |
| ۱۹۵۹ | ۱۵۳٬۶۰۰          | ۳٫۸          |
| ۱۹۷۰ | ۲۱۷٬۷۵۸          | ۴٫۶          |
| ۱۹۷۹ | ۲۵۵٬۶۷۸          | ۵٫۱          |
| ۱۹۸۹ | ۳۰۷٬۵۵۶          | ۵٫۷          |
| ۲۰۰۲ | ۲۸۴٬۷۶۱          | ۶٫۵          |